# 중화민국 해군
중화민국 해군(중국어 정체자: 中華民國海軍, 병음: Zhōnghuá Mínguó Hǎijūn, 한자음: 중화민국 해군)은 중화민국 국군의 해군으로 38,000명의 병력을 거느리고 있다. 함명 접두사로 Republic of China Ship (ROCS)가 붙는다.

## 역사

### 국민정부 시절
청나라가 전복된 이후 1911년 중국 임시 정부에서 해군으로 설립되었다. 현대 중화민국 해군의 선구자는 전 청나라 제독이었던 류관웅(Liu Guanxiong)이 중화민국 최초의 해군사령이 되었다. 1920년 ~ 1930년대에 중국을 두려워했던 군벌주의 기간 동안 중화민국 해군은 1928년 2차 북벌과 1937년 1차 국공내전이 종결될 때까지 베이징의 군벌 정부(북양정부) 대신 장제스의 국민당 정부에 충실했다.

### 중일 전쟁
1937년 중일전쟁 직전 중화민국 해군은 5개 함대 120척, 배수량 6만여톤으로 6년전 보다는 많이 성장했지만 죄다 구닥다리 소형함에 불과해서 정규 항공모함인 카가와 아카기를 보유한 일본 제국 해군에 밀렸으며, 제2차 세계대전이 끝날 때까지 동등한, 그리고 직접적인 함대 교전은 단 한번도 없었다.

### 제2차 국공내전
제2차 세계대전이 종결된 이후, 1945년 10월 25일 대만과 펑후제도의 관할권이 중화민국으로 돌아왔다. 중화민국 해군은 중국의 여러 항구에 정박하고 있던 일본 제국 해군의 지나파견함대 소속 군함들을 노획하는 한편, 전쟁배상으로 구축함 유키카제등 수십여척의 군함들을 넘겨 받았다.
1946년부터 제2차 국공내전이 발발하면서, 장제스가 이끄는 중화민국 국군은 마오쩌둥이 이끄는 중국 인민해방군에게 패배하자 1949년 12월 7일 국부천대했다. 그 과정에 중화민국 해군은 1백만명이 넘는 난민호송과 장제스의 국민당 정부 철수에 많은 관여를 했다.

### 국부천대
한국전쟁이후, 대만 해협 및 남중국해 근해 섬의 진먼섬 및 마쭈 열도에 순찰 및 보급 작업을 제공하기 위해 더 많은 실향민 병사의 호위, 대피 및 수송에 참여했다. 1958년 8월 진먼 포격전 당시에 대만 본토에서 진먼섬까지 미국 해군 제7함대의 지원을 받아가면서 피난민 호송 및 물자 보급과정에 참여했다.

### 계엄시대 이후
냉전 종식된 이후 중화민국 해군의 군사 교리의 강조가 중국 인민해방군 해군의 해상 봉쇄와 교전에 대응하는 방향으로 나아가면서 중요성이 커졌다. 2004년 현재 중화민국 해군은 전자 및 대잠전에서의 능력을 확장하고 기어링급 구축함을 포함한 구식 전함 및 지원 선박을 교체하기 위해 열심히 노력해 왔다.
2013년부터 4개월(기초군사교육 2개월, 전문분야(군사특기)교육 2개월)로 복무기간이 줄어든다. 종래 2009년부터 1년. 19~35세를 대상으로 징병한다. 매년 10%씩 징병 인원을 줄여 병력을 15만명으로 줄일 계획이다. 이후에도 대체복무제는 계속 유지될 계획이다. 대체복무를 희망하는 경우 36개월 동안 복무해야 한다. 한편 예비군은 육군 기준 30세까지 복무한다. 2010년부터 모병제 전환을 시작하였다.

## 계층구조
- 해군사령부(海軍司令部)
  - 함대지휘부(艦隊指揮部)
  - 해군육전대지휘부(海軍陸戰隊指揮部)
  - 정비지휘부(保修指揮部): 병참사령부에 해당
  - 교육훈련기준칙발전지휘부(敎育訓練基準則發展指揮部)

## 장비
해군의 경우 다수의 중대형함이 숫적 주력을 차지하고, 기간함의 위치에 있는 대형함 전력도 충실히 구비되어 있어 평균 배수량은 상당히 건실한 편이나 문제는 대부분의 함선이 노후화가 심각하고 탑재장비도 부실하다는 데에 있다. 특히 수상함 중 VLS를 장착한 함선이 존재하지 않고 연장 혹은 단장 미사일 발사기를 운용하는 함들로만 구성되어 대응성이 부족하다.
잠수함은 2차 대전 시기 건조된 가토급 잠수함(텐치급) 2척과 1982년 네덜란드로부터 도입한 하이룽급(즈바르디스급 잠수함) 2척뿐이며, 핵잠수함을 보유한 중화인민공화국의 잠수함 전력에 비하면, 심각한 열세를 보이고 있었다. 그렇지만 2023년 중화민국 해군은 국산 잠수함인 하이쿤급 잠수함을 건조하는데 성공하면서 2027년까지 총 4척을 배치하겠다는 계획을 밝혔다.

### 현역 장비

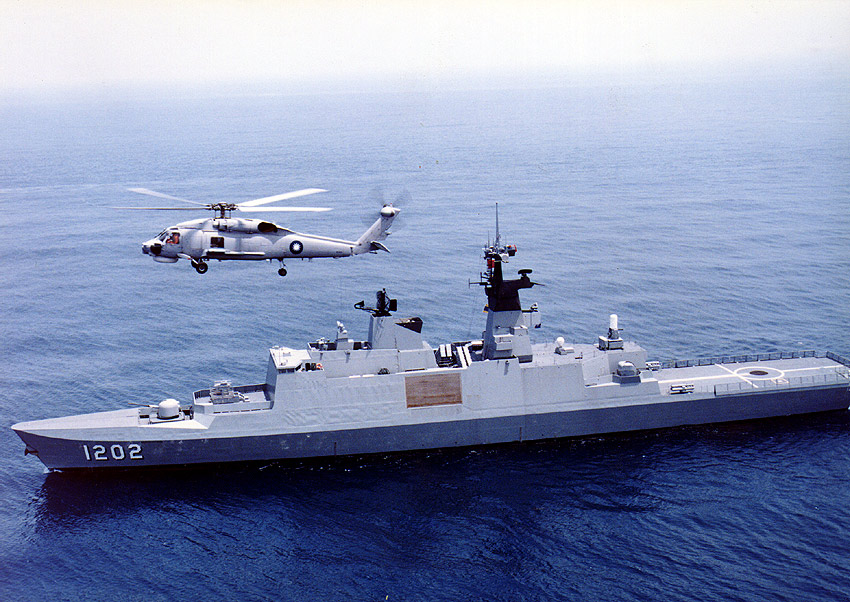
캉딩급 호위함

- 지룽급 구축함 4척
- 캉딩급 호위함 6척
- 쳉쿵급 호위함 10척
- 광화 6호급 미사일 고속정 31척
- 하이룽급 잠수함
- P-3C 대잠초계기 12대

### 미래 장비
- 하이쿤급 잠수함
- 위산급 상륙함

## 주요 기지
- 가오슝시 쭤잉구 소재
  - 쭤잉 해군기지
  - 쭤잉 해군 항공대 기지 및 공창
- 마콩 해군기지 - 펑후현 소재
- 지룽 해군기지 - 지룽시 소재
- 쑤아오 해군기지 - 이란현 소재
- 안핑 해군기지 - 타이난시 안핑구 소재
- 신주 해군기지 - 신주현 소재
- 화롄 해군기지 - 화롄시 소재
- 컨딩 해군기지 - 핑둥현 헝춘진 소재
- 단수이 해군기지 - 신베이시 단수이구 소재
- 우치 해군기지 - 타이중시 우치구 소재

## 계급장
|        | 장성급(장군)      | 장성급(장군)       | 장성급(장군)       | 장성급(장군)       | 영관급    | 영관급    | 영관급    | 위관급      | 위관급      | 위관급      |
| 계급   | 상급대장 一級上將 | 대장 二級上將      | 중장 中將          | 소장 少將          | 대령 上校 | 중령 中校 | 소령 少校 | 대위 上尉   | 중위 中尉   | 소위 少尉   |
| ------ | ----------------- | ------------------ | ------------------ | ------------------ | --------- | --------- | --------- | ----------- | ----------- | ----------- |
| 계급장 |                   |                    |                    |                    |           |           |           |             |             |             |
|        |                   |                    |                    |                    |           |           |           |             |             |             |
|        | 사관후보생        | 부사관             | 부사관             | 부사관             | 부사관    | 부사관    | 부사관    | 병          | 병          | 병          |
| 계급   | 사관생도 軍校生   | 1등원사 一等士官長 | 2등원사 二等士官長 | 3등원사 三等士官長 | 상사 上士 | 중사 中士 | 하사 下士 | 상병 上等兵 | 일병 一等兵 | 이병 二等兵 |
| 계급장 | (없다)            |                    |                    |                    |           |           |           |             |             |             |

## 사건 및 사고
2013년 5월 9일 대만과 필리핀간 배타적경제수역(EEZ)의 중첩수역에서 필리핀 해안경비대가 대만어선에 총격을 가하면서, 양국 관계가 급속히 악화되었다. 그러자 대만 해군 소속 지룽급 구축함 마궁(馬公)함 등 3척의 주력 군함을 바시 해협 남쪽 북위 20도선 인근 해역에서 무력시위를 벌였다. 3개월 뒤에 필리핀측의 사과로 일단락되었다.
2016년 7월 1일 대만 해군이 실수로 발사한 슝펑(雄風)-3 대함 미사일이 조업 중이던 대만의 한 어선에 맞아 어민 1명이 숨지는 사고가 발생했다.

## 같이 보기
- 중화민국 공군
- 중화민국 육군